# 瑟雷勒
瑟雷勒（法語：Cerelles，法語發音：[səʁɛl] ⓘ）是法国安德尔-卢瓦尔省的一个市镇，位于该省中北部，属于图尔区。

## 地理
瑟雷勒（47°29'58"N, 0°40'55"E）面积12.3 平方千米，位于法国中央-卢瓦尔河谷大区安德尔-卢瓦尔省，该省份为法国中西部省份，北起萨尔特省、东北接卢瓦-谢尔省，东南接安德尔省，南至维埃纳省，西临曼恩-卢瓦尔省。
与瑟雷勒接壤的市镇（或旧市镇、城区）包括：舒瓦西耶河畔尚索、努济伊、图赖讷地区鲁济耶、圣安托万迪罗谢。
瑟雷勒的时区为UTC+01:00、UTC+02:00（夏令时）。

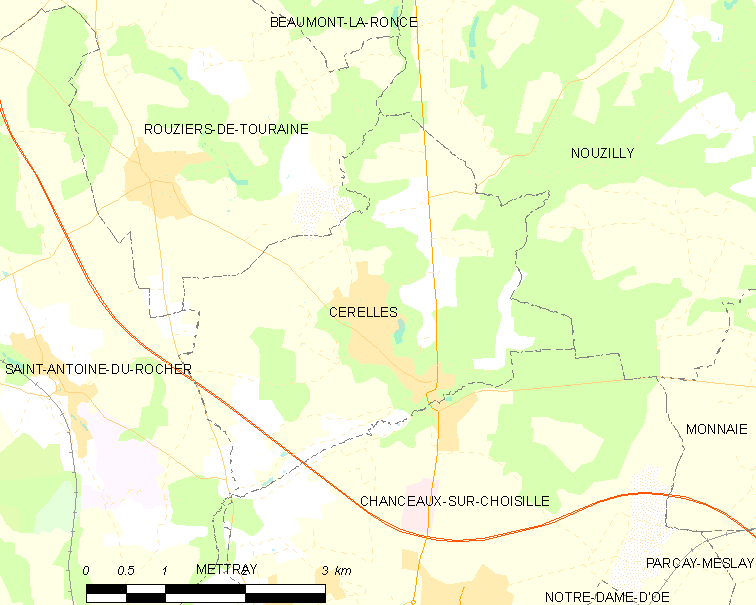
瑟雷勒的OSM定位图

## 行政
瑟雷勒的邮政编码为37390，INSEE市镇编码为37047。

## 政治
瑟雷勒所属的省级选区为雷诺堡县。

## 文化

### 旅游
瑟雷勒是图尔地区代表性的旅游小镇之一，自20世纪70年代人口数量增加了三倍，这在法国中部的乡村地区非常罕见。

## 交通
安德尔-卢瓦尔省省道D4线、D28线和D29线在境内交汇。

## 人口

1962-2008年间瑟雷勒人口变化图示

瑟雷勒于2022年1月1日时的人口数量为1247人。